# Pagurus nisari
Pagurus nisari is een tienpotigensoort uit de familie van de Paguridae. De wetenschappelijke naam van de soort is voor het eerst geldig gepubliceerd in 2008 door Siddiqui & Komai.